# Antoine Auguste Thivet
Pour les articles homonymes, voir Thivet (homonyme).
Antoine Auguste Thivet, ou Auguste Thivet, né le 24 mai 1856 à Paris où il est mort le 17 janvier 1927, est un peintre français.

## Biographie
Antoine Auguste Thivet est le fils d'Étienne Eugène Thivet, peintre décorateur, et de Françoise Jarlaud.
Élève d'Aimé Millet, d'Adolphe Yvon, de Louis-Jules Étex et de Jean-Léon Gérôme à l'École des Beaux-Arts de Paris, il expose au Salon à partir de 1877. Il devient membre de la Société des artistes français. Il est récompensé d'une mention honorable en 1899.
En 1880, il épouse Henriette Félicité Lévêque (1857-1923).
Une exposition de ses œuvres est organisée annuellement dans son atelier situé au 1 de la rue Saint-Claude à Paris.
En 1913, il propose au Salon Les bouillons.
Veuf en 1923, il épouse en secondes noces l'artiste peintre Eugénie Catherine Porchez (1882-1964).
Il meurt à son domicile du boulevard Voltaire à l'âge de 70 ans. Il est inhumé le 20 janvier 1927 au cimetière parisien de Pantin.

## Œuvres exposées aux Salons parisiens
- Les souvenirs d'un étudiant, au Salon de 1877
- Nature morte, au Salon de 1878
- Portrait de Mme A. T..., au Salon de 1879
- Portrait de Mme H. D..., au Salon de 1879, aquarelle
- Un petit marchand oriental, au Salon de 1879
- Daphnis et Chloé, au Salon de 1880
- Portrait de M. E. T..., au Salon de 1880
- Portrait de M. F..., au Salon de 1881
- Portraits de MM. Garnier, colonel du 77e de ligne, et Touan, médecin-major au 85e de ligne, au Salon de 1881
- Vénus ; étude, au Salon de 1885
- L'épine, au Salon de 1886
- Songe !, au Salon de 1887
- Portrait de M. Bina, au Salon de 1888
- Portrait de M. Daubray, au Salon de 1890
- Lise, au Salon de 1891
- La destinée, au Salon de 1893
- Portrait de l’ami Quignon, au Salon de 1894
- Danaë, au Salon de 1896
- Portrait de M. C..., au Salon de 1896
- Chaud matin, au Salon de 1897
- Tentation, au Salon de 1898
- Odeurs suaves, au Salon de 1898, pastel
- Joyeux ébats, au Salon de 1901
- Doux réveil, au Salon de 1902
- Le huitième cercle, au Salon de 1903
- Sommeil, au Salon de 1903
- Le Lucre, au Salon de 1904
- Les Nymphes de l'étang, au Salon de 1904
- L'Enigme, au Salon de 1905
- Tentation, au Salon de 1908
- Au sabbat ; le breuvage initiateur, au Salon de 1909
- Jeunesse, au Salon de 1909, pastel
- Portrait de l'auteur, au Salon de 1910
- Phryné médite, au Salon de 1911
- Dans le chemin couvert, au Salon de 1911, pastel
- Le banc des rêves ; portrait de Mlle L. H..., au Salon de 1912
- L'Extatique, au Salon de 1912, pastel
- Le Matin, au Salon de 1913, panneau décoratif
- Le Soir, au Salon de 1913, panneau décoratif
- Les bouillons, au Salon de 1913